# Miro (ホワイトボードソフトウェア)
Miro (旧 RealtimeBoard) は、"Miro.com" が開発した 仮想ホワイトボードである。
"Miro.com" は、世界中にオフィスを持つソフトウェア会社で、アムステルダムとサンフランシスコに共同本社を構えている。

## 来歴
2011年、現CEOのアンドレイ・クシードは、自分のデザイン事務所が同じ部屋にいないクライアントとアイデアを共有する方法を探していた。
彼は、オンラインホワイトボードを開発し、当初 "RealtimeBoard "と名付けていた。
2016年、エンタープライズ製品を発売した。
2019年、Miroに改名した。
2022年、11箇所のオフィスを構えている。

## 反響
ミロ・ジャパン合同会社のホン・サンウォンがコンピュータゲームの開発者向けカンファレンス「CEDEC2023」で語ったところによると、サービス開始当時はビジュアルを共有するというコンセプトが広まらなかったものの、現在（2023年時点）では全世界で5500万人以上が利用するほどの広がりを見せたという。その理由としてCOVID19の流行による外出自粛に伴う仕事のリモート化があげられる。
また、同カンファレンスではバンダイナムコスタジオによる使用例が挙げられており、通常業務とインターンシップで料金プランを分けていることや、協業パートナー向けにはゲストアカウントを発行し専用のボードでやり取りしていることが語られた。

## 参照資料
- ＜実践報告＞オンライン・ホワイトボードMiro を用いた授業
- 地域理解をテーマとした遠隔授業によるディベート学習の実践研究